# Musée des civilisations arabo-berbères Ibn-Khaldoun
Le musée des civilisations arabo-berbères Ibn-Khaldoun est un musée privé situé à Nefta en Tunisie.

## Emplacement
Le musée se trouve dans une maison traditionnelle de la médina de Nefta.

## Collections
Les collections contiennent des centaines de photographies illustrant les paysages de la région et surtout le mode de vie de ses habitants et leurs traditions. Dans la cour du musée sont exposés divers objets de l'artisanat local.